# Савка Ярослав

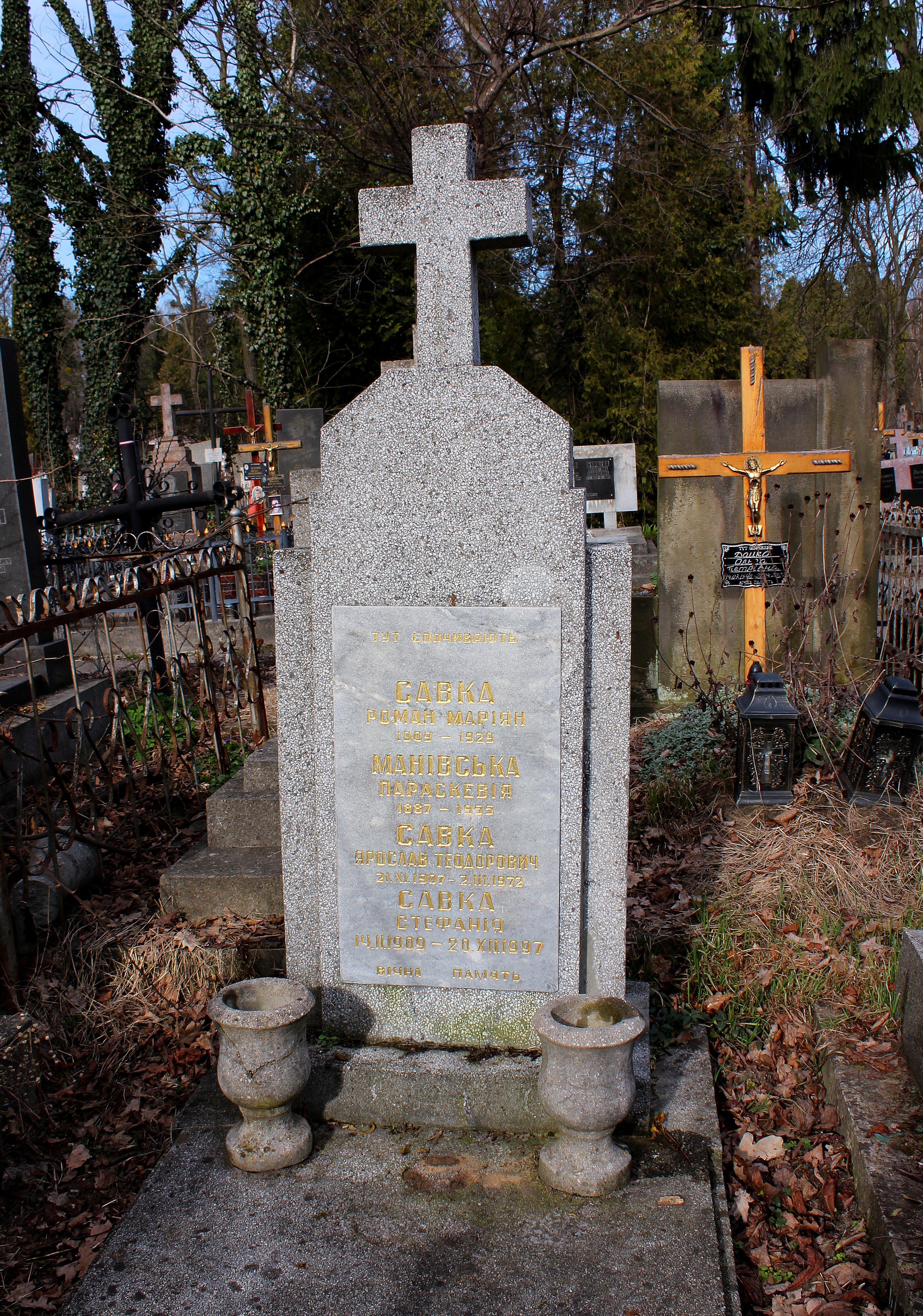

Яросла́в Са́вка (21 листопада 1907 — 2 березня 1972, Львів) — український фотограф, пропагандист української фотографії, співорганізатор першого українського фотографічно-мистецького часопису «Світло й Тінь».

## Життєпис
Уперше Ярослав Савка запрезентував своє фотомистецтво 1926 року на «Виставці українського краєвиду» в Станиславові (тепер Івано-Франківськ). На ній молодий аматор презентував свої фотографії пейзажу й одразу здобув творче ім'я.
Згодом Ярослав Савка став активним організатором мистецького життя Львова, в 1930 році вступив до Українського фотографічного товариства (УФОТО) і незабаром став його скарбником.
У 1933 році він став одним із організаторів та співзасновників першого українського фотографічного журналу у Львові «Світло й Тінь», а також сталим учасником та організатором виставок у Львові.
У 1947 році родину Я. Савки репресовано і вивезено на багаторічне заслання до Сибіру. 1948 року засуджений на 25 років тюремного ув'язнення у Мордовії. На волю він вийшов лише після смерті Сталіна.
Фотографії Я. Савки відзначалися технічною довершенністю та незвичайними ракурсами. Одним з перших почав робити панорамні фотографії Львова.
Попри активну участь Ярослава Савки у громадському житті Львова та Галичини опубліковано досить небагато матеріалів про його діяльність. Бракує також публікацій його світлин.
У серпні 2007 року в Національному музеї у Львові відбулася виставка присвячена 100-річчю від дня народження Ярослава Савки та 35-м роковинам від часу смерті фотомитця.
Донька видатного фотомитця Марія Савка-Гнилякевич вирішила подарувати Національному музеєві скульптурний портрет батька роботи Сергія Литвиненка, створений у 1938 році. «Він розгледів особистість батька, показав його таким, яким той був насправді. Весь світ сходився для нього у фокусі фотоапарата. Він усе сприймав крізь камеру. І не було нічого вищого, ніж робота».
Помер 2 березня 1972 року у Львові, похований на 13 полі Янівського цвинтаря.